# Superfícies de controle de voo

Animação da atuação das superfícies de controle de voo, por movimento da tubeita.

As superfícies de controle de voo, permitem a rotação sobre os três eixos.

Superfícies de controle de voo, permitem ao piloto, ajustar e controlar a atitude do voo da aeronave.

Superfícies de controle de voo.

Esse artigo trata das superfícies de controle usadas para aeronaves de asa fixa de desenho convencional. Aeronaves de asas móveis, de asas rotativas
ou de desenho mais moderno (radical), merecem artigos próprios.